# Râul Rențea
Râul Rențea (Doftana) este un curs de apă din județul Brașov, al treilea afluent de stânga al râului Doftana (Tărlung) (cunoscut, de asemenea, ca Râul Doftana Ardeleană), care este la rândul său un afluent de stânga al râului Tărlung.

## Generalități
Râul Rențea (Doftana Ardeleană) nu are afluenți semnificativi și nici nu trece prin vreo localitate.